# Certima primada
Certima primada là một loài bướm đêm trong họ Geometridae.